# Scleropogon similis
Scleropogon similis är en tvåvingeart som beskrevs av Jones 1907. Scleropogon similis ingår i släktet Scleropogon och familjen rovflugor.
Artens utbredningsområde är Nebraska. Inga underarter finns listade i Catalogue of Life.